# Wasserfreunde (Gattung)
Wasserfreunde (Hygrophila), gelegentlich auch Wasserwedel genannt, sind eine Pflanzengattung aus der Familie der Akanthusgewächse (Acanthaceae). Hygrophila-Arten gibt es in tropischen und subtropischen Gebieten der Neuen und Alten Welt. Sie stammen vorwiegend aus Südostasien. Einige Arten sind in manchen Ländern Neophyten.

## Beschreibung

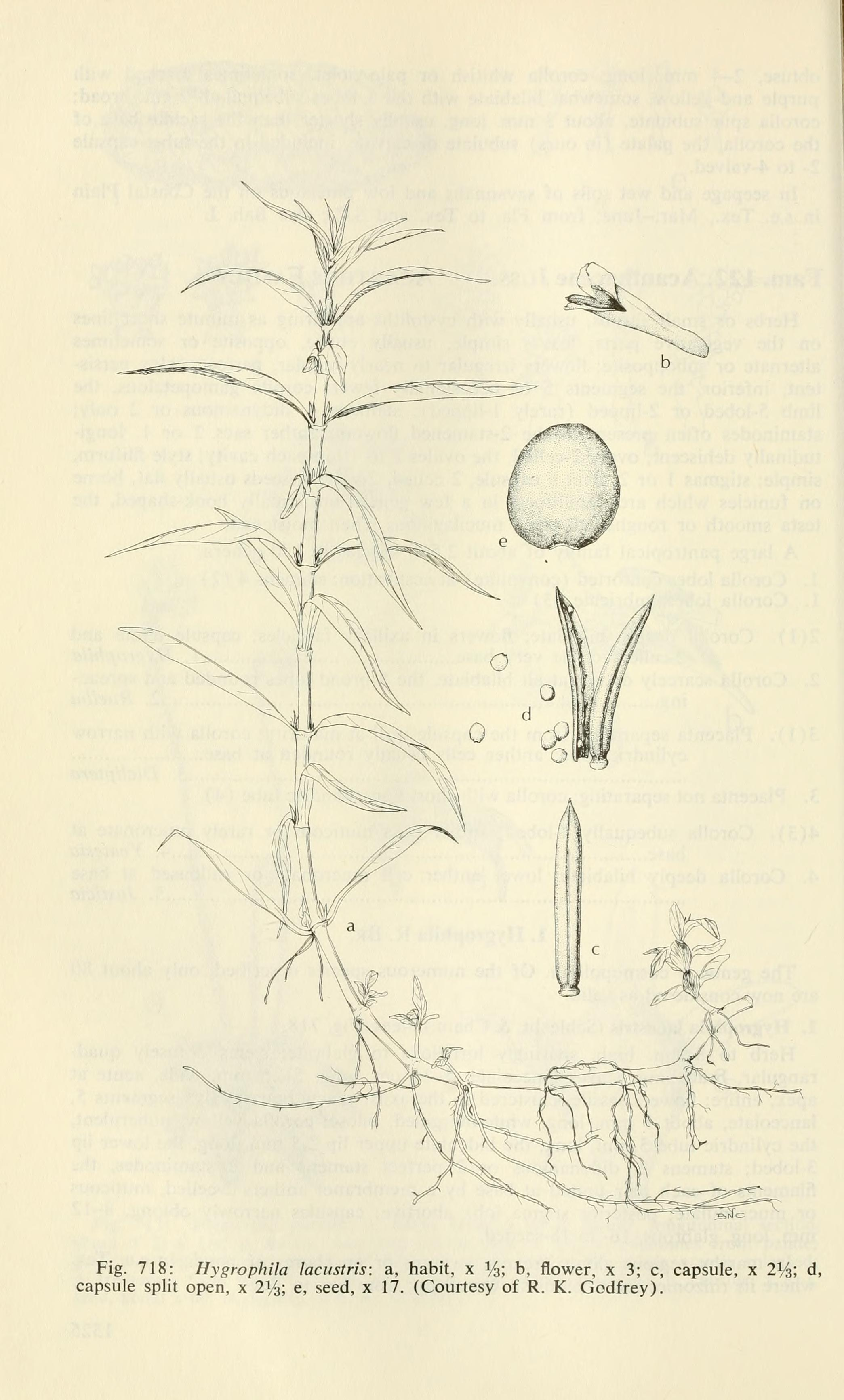
Illustration aus Aquatic and wetland plants of southwestern United States, 1972 des Guyanischen Wasserfreund (Hygrophila costata)

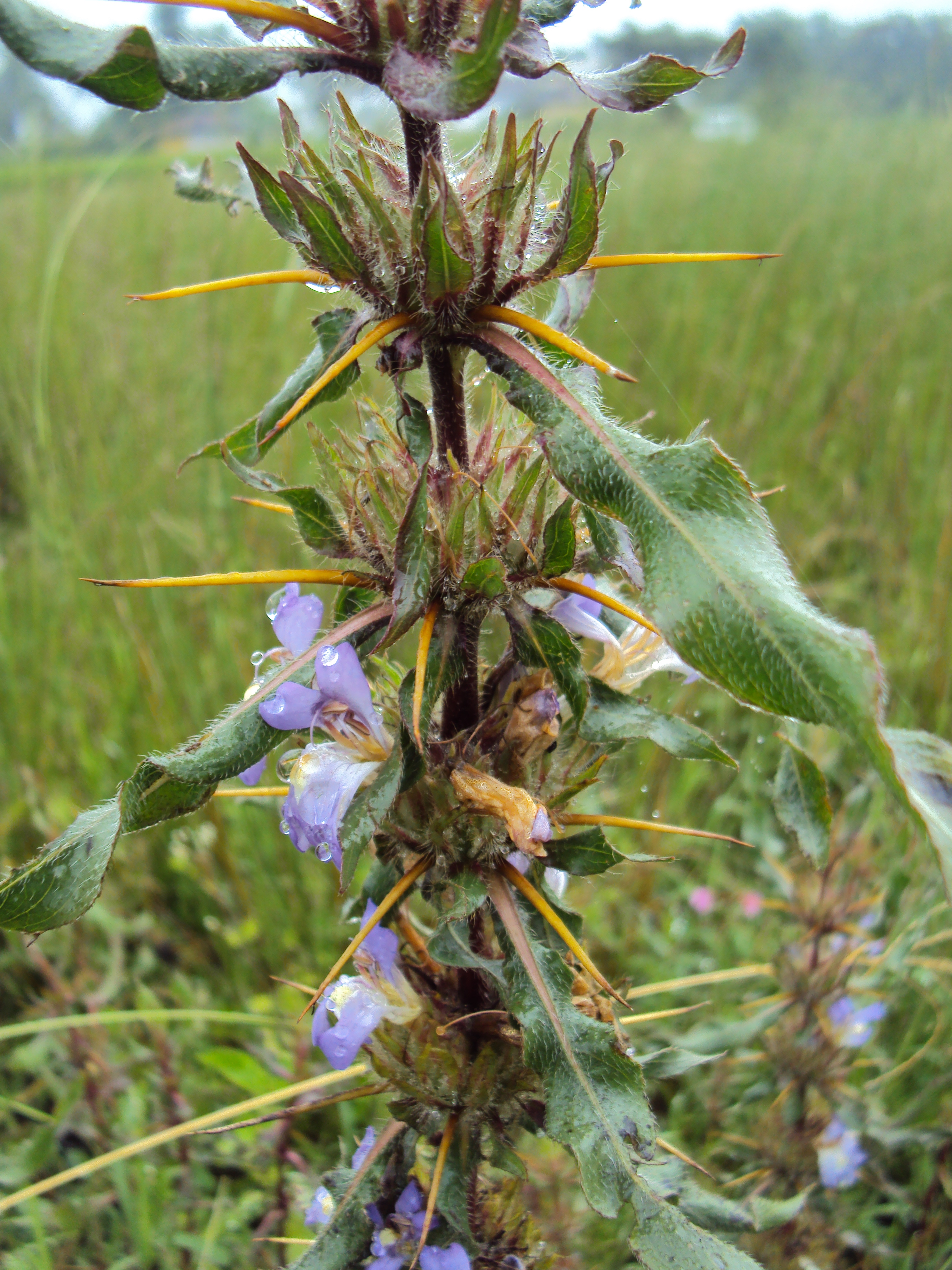
Hygrophila auriculata

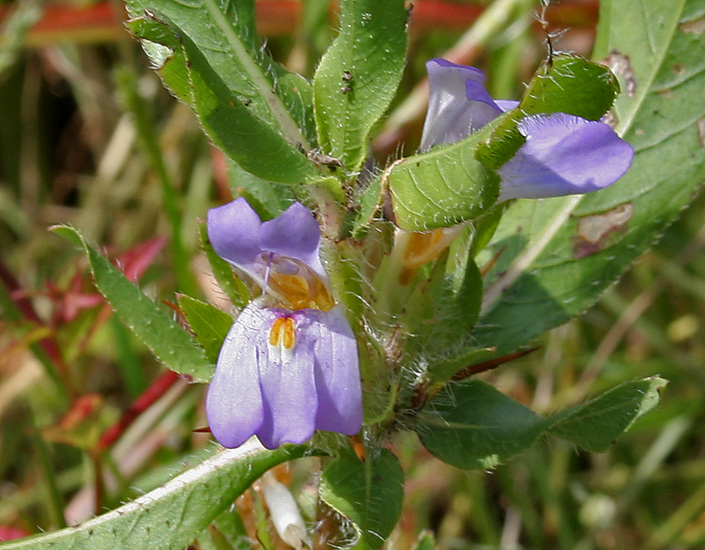
Zygomorphe Blüten von Hygrophila auriculata

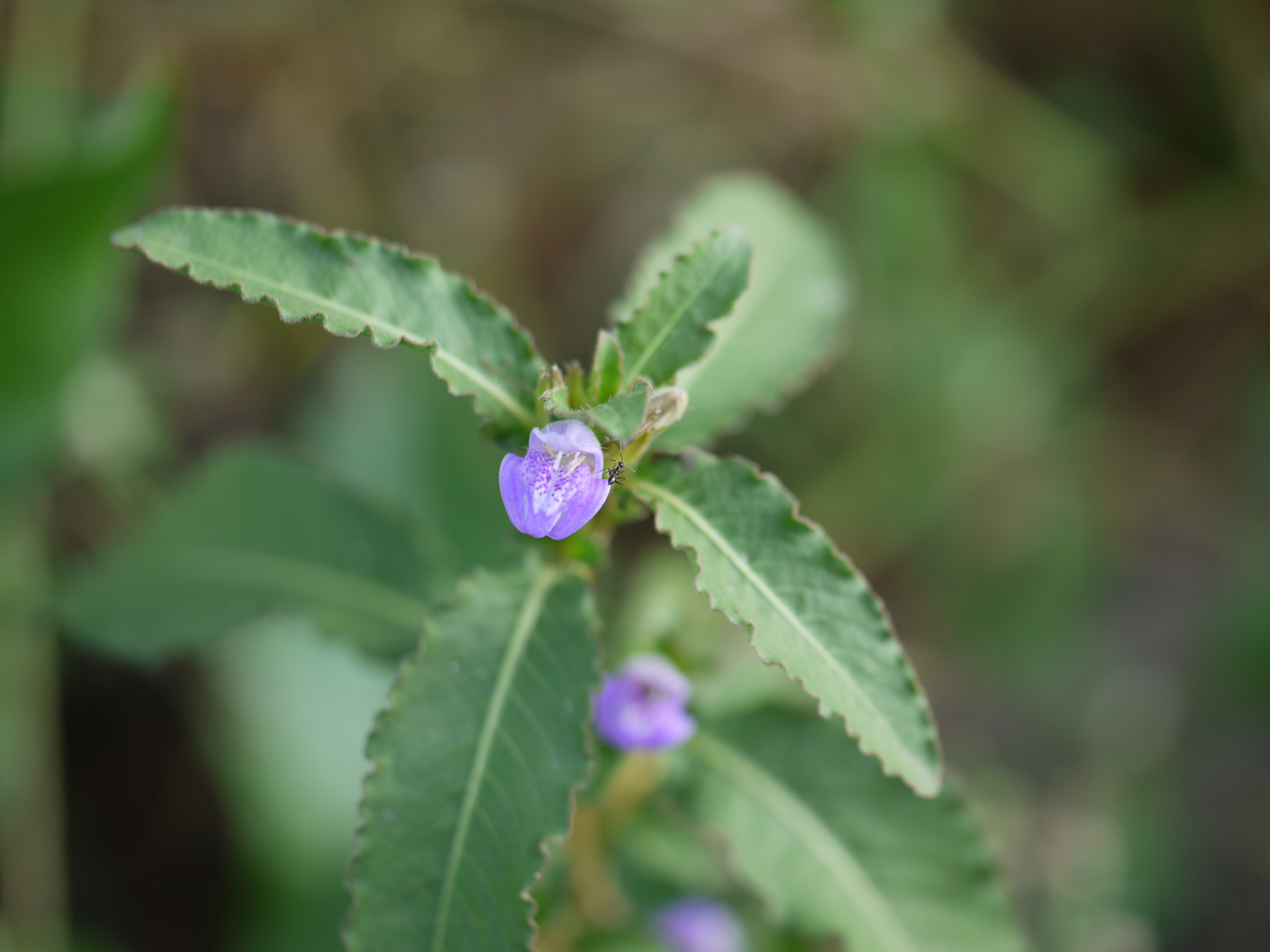
Hygrophila ringens

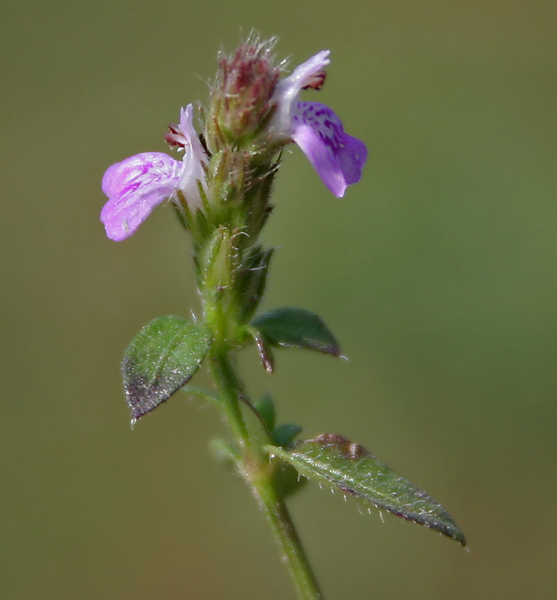
Blütenstand von Hygrophila serpyllum

### Vegetative Merkmale
Hygrophila-Arten sind krautige Pflanzen. Pflanzenteile können behaart oder unbehaart sein. Die gegenständigen Laubblätter sind gestielt oder ungestielt mit einfacher Blattspreite.

### Generative Merkmale
Die Blüten stehen in seiten- oder endständig in unterschiedlich gestalteten Blütenständen mit laubblattähnlichen,  länglich-lanzettlichen Tragblättern und linealischen Deckblättern zusammen.
Die zwittrigen Blüten sind zygomorph und fünfzählig mit doppelter Blütenhülle (Perianth). Der Kelch besitzt vier bis fünf ungleich große Kelchlappen. Die fünf Kronblätter sind zu einer zylindrischen Kronröhre verwachsen. Die Krone ist zweilippig, wobei die aufrechte Oberlippe leicht zweilappig und die Unterlippe leicht dreilappig ist, dabei ist die Oberlippe kürzer als die Unterlippe. Es sind vier Staubblätter vorhanden; entweder sind alle fertil oder es ist ein Paar fertile Staubblätter und ein Paar Staminodien vorhanden. Die Staubfäden eines jeden Staubblattpaars sind an der Basis miteinander verwachsen. Die aus der Krone herausragenden Staubbeutel sind zweiteilig und stachelspitzig. Zwei Fruchtblätter sind zu einem zweikammerigen, oberständigen Fruchtknoten verwachsen. In jeder Fruchtknotenkammer befinden sich meist vier bis acht (zwei bis achtzehn) Samenanlagen. Der dünne Griffel ist zurückgekrümmt und behaart. Der obere Lappen der Narbe wird abgestoßen, so wirkt die Narbe einfach.
Die nicht gestielten, länglich-zylindrischen Kapselfrüchte enthalten meist 8 bis 16 (4 bis 36) Samen. Die haarigen Samen wirken zusammengedrückt und sind eiförmig bis kugelig.

## Systematik
Die Gattung Hygrophila wurde 1810 durch Robert Brown in Prodromus Florae Novae Hollandiae et Insulae van-Diemen Seite 479 aufgestellt. Synonyme für Hygrophila R.Br. sind: Asteracantha Nees, Cardanthera Buch.-Ham. ex Benth. & Hook. f., Kita A.Chev., Synnema Benth., Nomaphila Blume. Bei manchen Autoren gehören auch die Arten der Gattungen Hemiadelphis Nees und Santapaua N.P.Balakr. & Subr. in diese Gattung. Die Gattung Hygrophila gehört in die Tribus Ruellieae in der Unterfamilie Acanthoideae innerhalb der Familie der Acanthaceae.
Es gibt etwa 80 Hygrophila-Arten:
- Hygrophila auriculata (Schumach.) Heine (Syn.: Asteracantha longifolia (L.) Nees, Barleria auriculata Schumach., Barleria longifolia L., Hygrophila schulli M.R.Almeida & S.M.Almeida, Hygrophila spinosa T.Anders.): Sie kommt ursprünglich im tropischen und im südlichen Afrika, in Sri Lanka, Indien, Bangladesch, Pakistan, Nepal, Indochina und in Malaysia vor.[1][2]
- Balsam-Wasserfreund (Hygrophila balsamica (L. f.) Raf.)[3]
- Hygrophila biplicata (Nees) Sreemadhavan: Sie kommt in Thailand, Myanmar und Yunnan vor.[4]
- Riesen-Wasserfreund (Hygrophila corymbosa (Blume) Lindau)[5]
- Guyanischer Wasserfreund (Hygrophila costata Nees & T.Nees, Syn.: Hygrophila brasiliensis (Spreng.) Linda, Hygrophila guianensis Nees, Ruellia brasiliensis Spreng.): Sie ist von Mexiko über Zentralamerika und auf Karibischen Inseln bis Südamerika weitverbreitet.[1]
- Indischer Wasserstern (Hygrophila difformis (L. f.) Blume, Syn.: Hygrophila triflora (Roxb.) F.R.Fosberg & M.-H.Sachet, Cardanthera triflora (Roxb.) Buch.-Ham. ex Voigt, Ruellia triflora Roxb., Synnema triflora (Roxb.) Kuntze): Sie gedeiht in Höhenlagen von etwa 200 Meter im tropischen Himalaja, in Indien, Bangladesch, Bhutan und Nepal.[2][1]
- Hygrophila erecta (N.L.Burman) Hochreutiner: Sie kommt in Indien, Laos, Myanmar, Thailand, Vietnam, Guangdong, Hainan und Yunnan vor.[4]
- Hygrophila lacustris (Schltdl. & Cham.) Nees: Sie kommt in den US-Bundesstaaten Texas, Alabama, Mississippi, Georgia, Louisiana und Florida vor.[1]
- Hygrophila phlomoides Nees: Sie kommt in Indien, Hainan und Yunnan vor.[1][4]
- Hygrophila pinnatifida (Dalzell) Sreem. (Syn.: Synnema pinnatifidum): Sie kommt in Indien, von Goa und Uttar Pradesh bis Tamil Nadu, vor.[6]
- Hygrophila pogonocalyx Hayata: Sie kommt in Taiwan vor.[7][4]
- Indischer Wasserfreund (Hygrophila polysperma (Roxb.) T.Anderson)[1][4]
- Hygrophila ringens (L.) R.Br. ex Steud. (Syn.: Hygrophila angustifolia R.Br., Hygrophila quadrivalvis Buch.-Ham., Hygrophila salicifolia (Vahl) Nees, Ruellia ringens L., Ruellia salicifolia Vahl, Hygrophila lancea (Thunb.) Miq.): Sie kommt in Sri Lanka, Indien, Pakistan, Nepal, Bhutan, Myanmar, Thailand, Kambodscha, Vietnam, in China, Japan, Taiwan, Malaysia, in Indonesien, auf den Philippinen und Australien vor.[4][1]
- Hygrophila serpyllum (Nees) T.Anders.: Sie ist in Indien beheimatet.
- Hygrophila urquiolae Greuter, R.Rankin & Palmarola: Dieser Endemit ist nur von einem einzigen Fundort in der kubanischen Provinz Matanzas bekannt, dort gedeiht er in einem Sumpfgebiet nahe der Nordküste Kubas.[8]

## Nutzung

### Nahrung
In China werden Blätter von Hygrophila lancea mit Öl und Salz gegessen. In Indien werden die Blätter gegessen von Hygrophila serpyllum (in Ahmadnagar und Bombay, heißt dort Godadi) und Hygrophila spinosa (in Igatpuri, Nasik und Bombay, heißt dort Kolosana).

### Aquaristik
Viele Arten dieser Gattung spielen eine Rolle in der Aquaristik. Sie gelten als leicht zu pflegen. Der Indische Wasserfreund und der Indische Wasserstern gehören dabei zu den Arten, die besonders häufig als „Bundware“ angeboten werden. Sie gehören zu den äußerst genügsamen und empfehlenswerten Aquarienpflanzen, da sie auch noch Bedingungen tolerieren, unter denen viele andere Aquarienpflanzen bereits zu Grunde gehen.